# Sopo Butar
Sopo Butar is een bestuurslaag in het regentschap Dairi van de provincie Noord-Sumatra, Indonesië. Sopo Butar telt 658 inwoners (volkstelling 2010).